# Daniel Kleitman

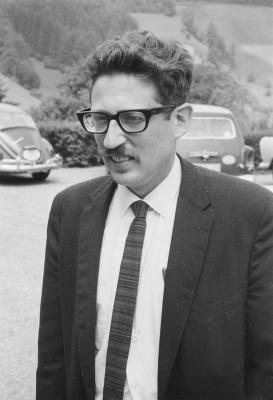
Daniel Kleitman

Daniel J. Kleitman (4 de octubre de 1934) es profesor de matemáticas aplicadas en el MIT. Sus intereses de investigación incluyen combinatoria, teoría de grafos, genómica, y la investigación de operaciones.

## Biografía
Kleitman recibió su PhD en física de la Universidad de Harvard en 1958 bajo Julian Schwinger y Roy Glauber. Es la "k" de G. W. Peck, un seudónimo para un grupo de seis matemáticos que incluyen a Kleitman. Antes era un profesor de física en la Universidad Brandeis, Kleitman fue animado por Paul Erdős a cambiar su campo de estudio a las matemáticas. Quizás humorísticamente, Erdős una vez le preguntó que, "¿Por qué eres solo un físico?"
Kleitman se unió en 1966 a la facultad de las matemáticas aplicadas en el MIT, y fue promovido a profesor en 1969.
Kleitman ha sido el coautor de por lo menos seis escritos con Erdős, teniendo un número de Erdős de 1. Fue un consejero de matemáticas y un extra para la película Good Will Hunting.
Desde que la actriz Minnie Driver de Good Will Hunting apareció en Sleepers con el actor Kevin Bacon, Kleitman tiene un Número de Bacon de 2 (véase Seis grados de Kevin Bacon) y un Número de Erdős–Bacon de 3, el más bajo conocido actualmente.